# Koření

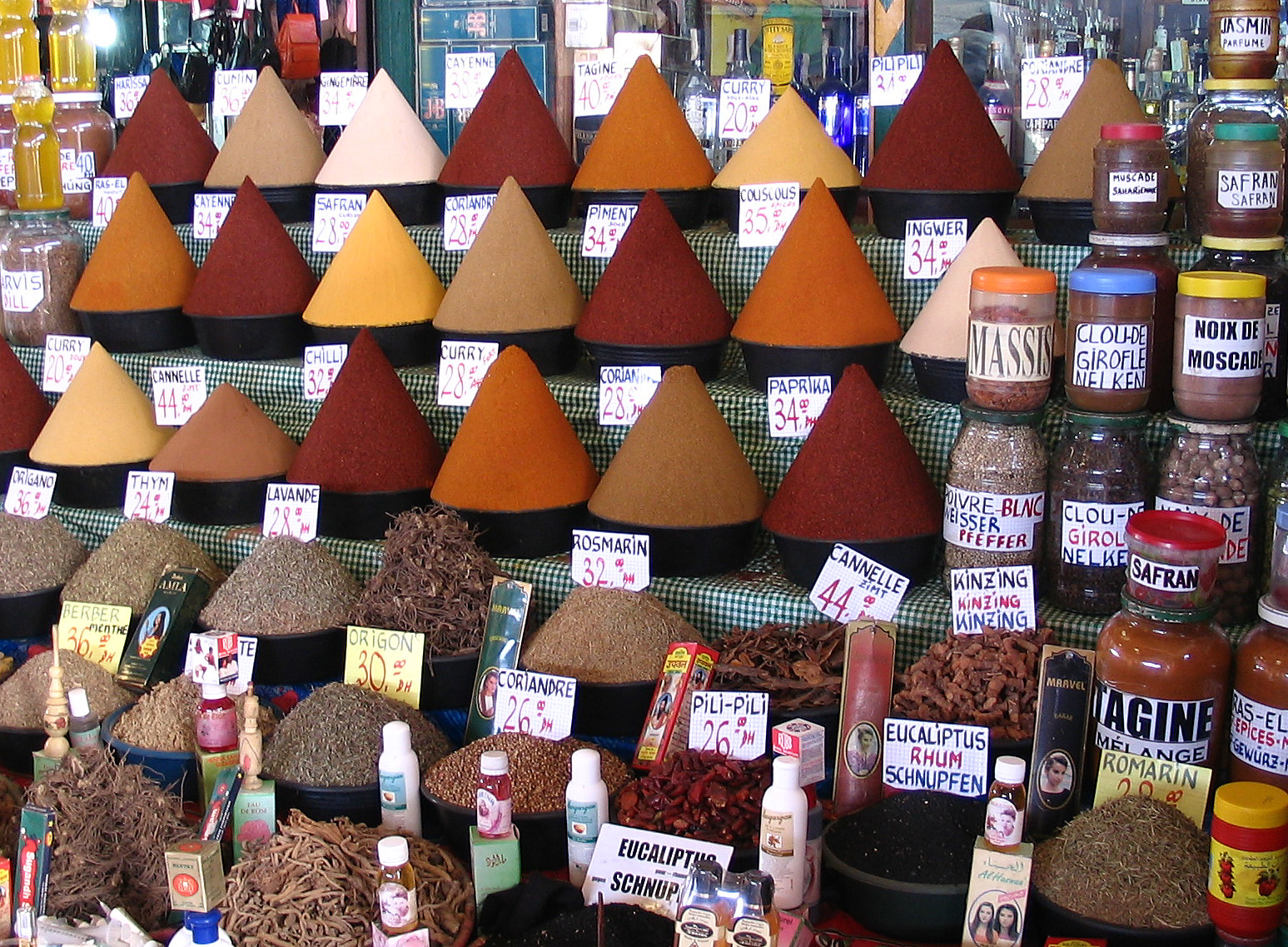
Obchod s kořením v Maroku (Agadir, 2005)

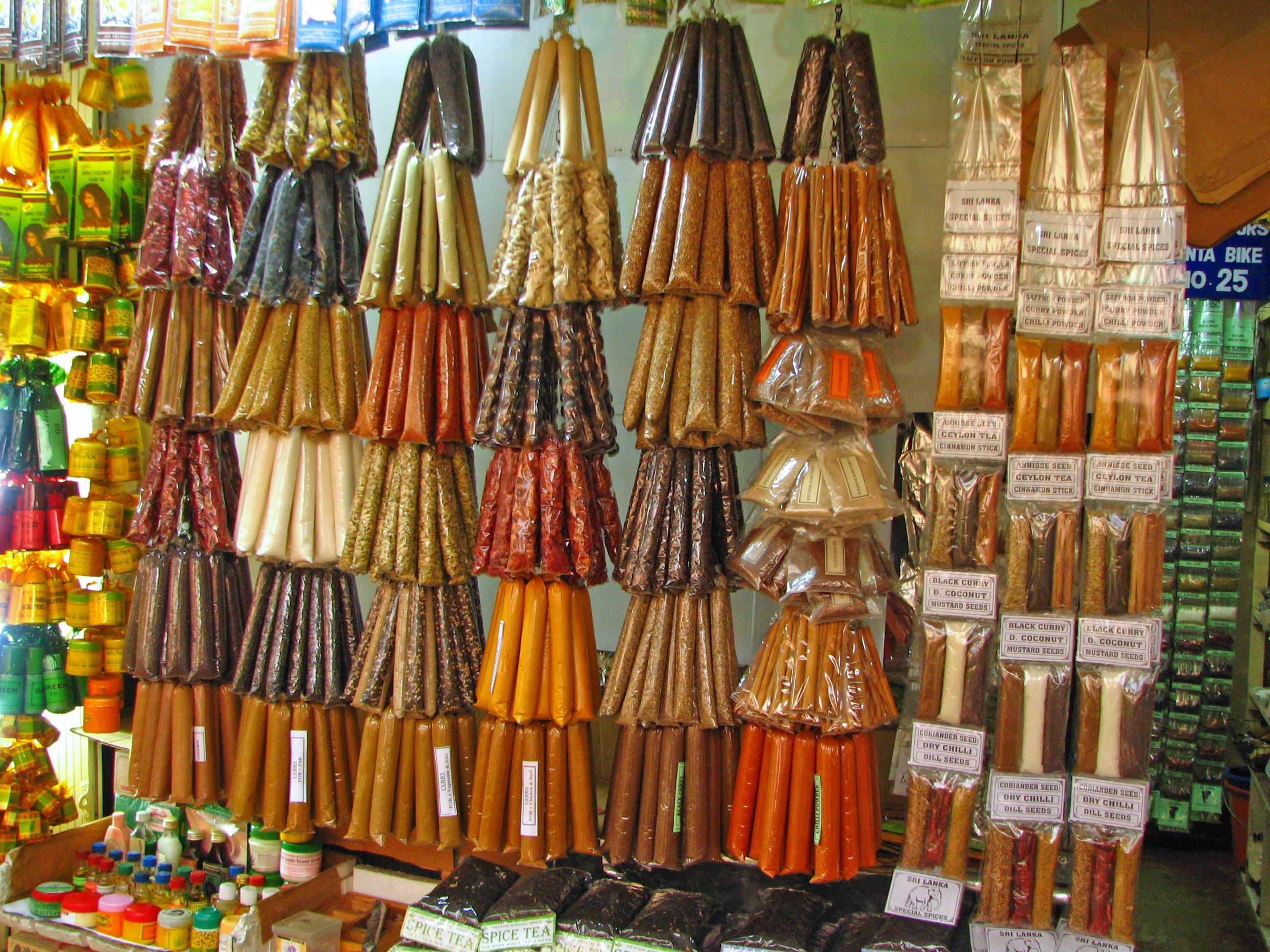
Obchod s kořením (Srí Lanka, 2007)

Koření se obvykle používá k vylepšení chutě a vůně pokrmů (původně sloužilo k překrytí chutě a zápachu zkažených potravin), někdy také k jejich konzervaci. Vyrábí se většinou ze sušených nebo čerstvých částí rostlin. Z potravinářského hlediska koření řadíme mezi pochutiny, tj. poživatiny, jež nemají syticí funkci, ale pouze ochucující.
Některé druhy koření zlepšují trávení (např. pepř, paprika, hořčice, zázvor) nebo působí jako přírodní antibiotikum, a proto zpomalují rozvoj bakterií (paprika, česnek, křen).
Koření představuje velmi rozmanitou skupinu přírodních látek. Vyznačují se výraznou a příjemnou (někdy i odpornou) chutí a vůní. Často mají i léčivé účinky. Proto jsou mnohé kořeninové rostliny i léčivými rostlinami a "babka kořenářka" bývala také léčitelkou. Kořenícími látkami jsou především různé silice, hořčiny a třísloviny, etérické oleje a česnekové silice.

## Směsi koření
Koření se nepoužívá jen samostatně, ale často spolu s jinými. Proto se vyrábějí i různé směsi koření. Nejčastěji je používáme pro dochucení jídel, např.: ryb, guláše atd. Kořenících směsí se vyrábí velké množství, příklady – Kari, Směs pěti koření, Kečup, Worcestrová omáčka, Tabasco, Chutney, Bouquet garni, Fines herbes, Barbecue, Baharat, Adžika, Grilovací koření, Harissa.

## Historie koření

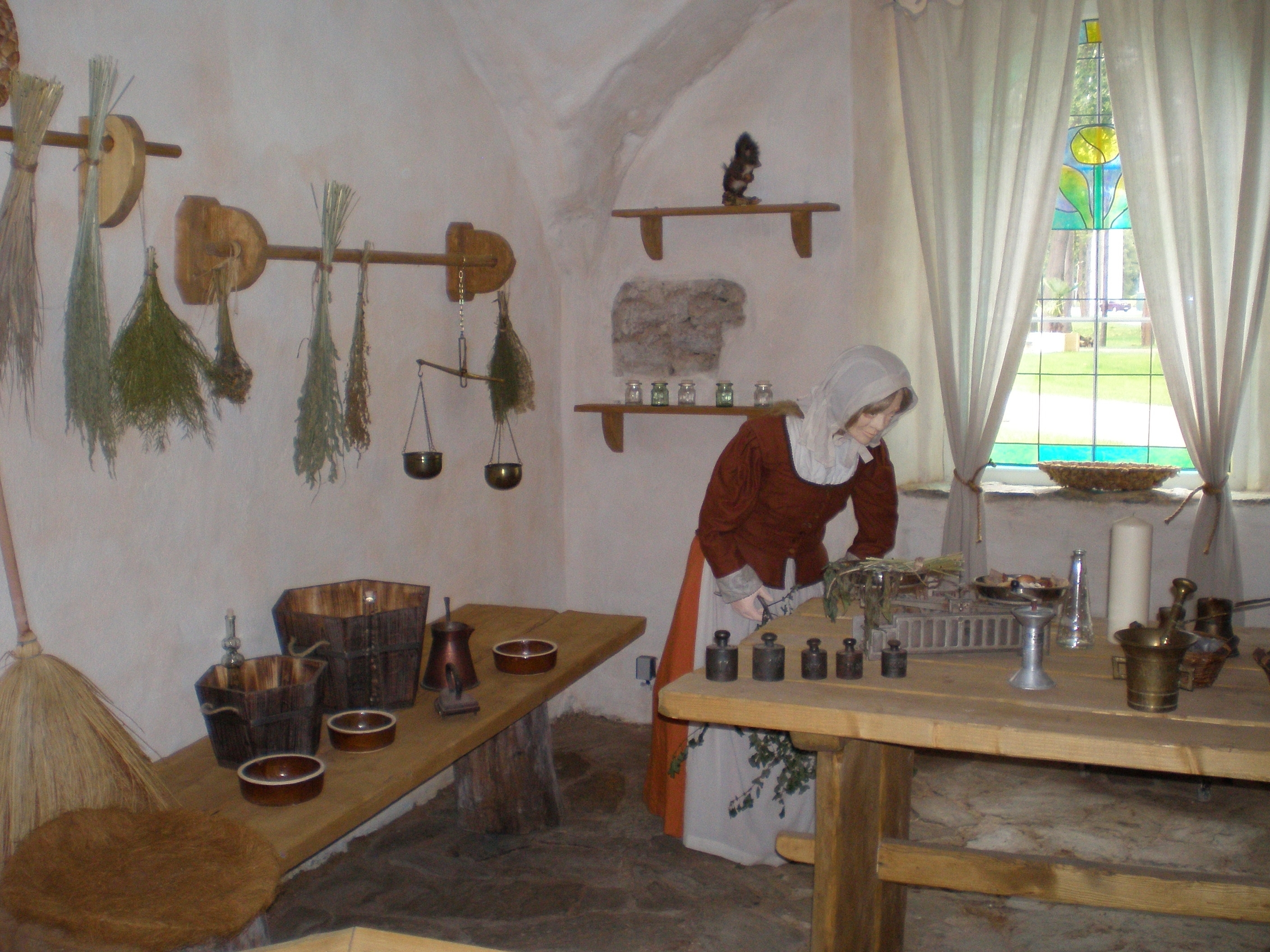
Krámek kořenářky. Muzeum Kamenný Dvůr, Kynšperk nad Ohří

Lze předpokládat, že listy některých rostlin se začaly užívat k dochucování masa už před 50 000 lety. První archeologické nálezy, dokládající užití koření, však pocházejí až z doby neolitu. V té době se kořenilo kmínem a mákem. Nejstarší písemné zprávy o užívání koření pocházejí z Číny, z první poloviny třetího tisíciletí před naším letopočtem. Také staroegyptské recepty z poloviny 2. tisíciletí př. n. l. vyžadují různé koření - anýz, hořčici, kmín, koriandr, mátu, pelyněk, skořici nebo šafrán. Sumerové pěstovali v Mezopotámii fenykl, kmín, koriandr, šafrán a tymián, už staří Indové používali kardamon, kurkumu, hřebíček, muškátový květ, pepř a skořici. Mnoho zpráv se dochovalo ze starého Řecka.
„Zlatý věk koření“ nastal ve středověku. Po ukončení křížových výprav se výrazně rozšířil obchod s kořením. V roce 1298 popsal Marco Polo indický pepřovník. Jeho kniha podnítila objevné cesty slavných mořeplavců, které měly za úkol především zjednodušit a zlevnit dovoz koření do Evropy.
Za zmínku stojí především cesta Kryštofa Kolumba, který při pokusu doplout do Indie objevil nový světadíl a cesta Vasco da Gamy, který obeplul Afriku kolem mysu Dobré naděje a v roce 1498 přistál na malabarském pobřeží. Při opakované cestě v roce 1502 doplul na Cejlon.
Fernão de Magalhães v roce 1519 vyplul s 265 námořníky západním směrem, aby objevil novou cestu ke koření. Objevil Filipíny, kde byl zabit. Zpět do Evropy se po třech letech vrátila jediná loď Victoria s posledními 18 muži. Na její palubě byl především hřebíček. Kapitán lodi Juan Sebastian del Cano byl povýšen do šlechtického stavu. Ve svém erbu měl 12 hřebíčků, 3 muškátové ořechy a dva pruty skořicovníku.

## Proč používáme koření
- k zesílení vnější přitažlivosti jídla dodáním odpovídajícího zabarvení, vůně
- k dodání zcela nové vůně, která není vlastní původní surovině a která je typická pro určité koření nebo směs koření
- k dodání zvláštní, osobité chuti
- ke zvýšení uchovatelnosti produktu nebo hotových jídel
- k zušlechtění produktu, ovlivnění jeho struktury (Koření změkčuje maso a naopak zpevňuje rozměklé maso, činí je křehkým a stravitelnějším. Zabraňuje rychlému rozvaření ryb a zkracuje dobu varu – tím umožňuje vyšší uchovatelnost vitamínů.)
- k odstranění nepříjemného nebo specifického pachu prvotních surovin, nebo již hotových či starších jídel
- dráždivé koření zvyšuje chuť k jídlu, o kterou nás připravují zvýšené teploty v létě

## Skladování koření
Suché koření skladujeme na suchém, chladném a dobře větraném místě. Čerstvé bylinky, pesta nebo tekuté omáčky skladujeme v lednici, nebo je možné je i zamrazit.